# USS Argonaut (SS-475)
USS Argonaut (SS-475) là một  tàu ngầm lớp Tench được Hải quân Hoa Kỳ chế tạo vào giai đoạn cuối Chiến tranh Thế giới thứ hai. Nó là chiếc tàu ngầm thứ hai của Hải quân Hoa Kỳ được đặt cái tên này, theo tên loài bạch tuột Argonaut. Nhập biên chế năm 1945, nó đã phục vụ trong giai đoạn sau cùng của Thế Chiến II, nhưng chỉ kịp thực hiện được một chuyến tuần tra duy nhất và phá hủy một thuyền buồm nhỏ trước khi cuộc xung đột chấm dứt. Con tàu được nâng cấp trong khuôn khổ Chương trình Ống hơi Hạm đội, từng được trang bị tên lửa hành trình Regulus I và tiếp tục phục vụ trong giai đoạn Chiến tranh Lạnh cho đến khi được bán cho Canada vào năm 1968. Chiếc tàu ngầm tiếp tục hoạt động cùng Hải quân Hoàng gia Canada như là chiếc HMCS Rainbow (S 75) cho đến khi ngừng hoạt động năm 1974, hoàn trả cho Hoa Kỳ và tháo dỡ năm 1977. Argonaut được tặng thưởng một Ngôi sao Chiến trận do thành tích phục vụ trong Thế Chiến II.

## Thiết kế và chế tạo

### Thiết kế
Lớp tàu ngầm Tench là sự cải tiến tiếp theo của các lớp tàu ngầm hạm đội   Balao và   Gato, vốn đã chứng minh thành công trong hoạt động chống Nhật Bản tại Mặt trận Thái Bình Dương. Lớp tàu này, tích lũy những kinh nghiệm trong giai đoạn đầu của cuộc xung đột, là lớp tàu ngầm cuối cùng được Hải quân Hoa Kỳ chế tạo trong chiến tranh.
Những chiếc lớp Tench có chiều dài 311 ft 9 in (95,02 m), mạn tàu rộng 27 ft 4 in (8,33 m) và mớn nước tối đa 17 ft (5,2 m), có trọng lượng choán nước 1.570 tấn Anh (1.600 t) khi nổi và 2.414 tấn Anh (2.453 t) khi lặn. Chúng trang bị bốn động cơ diesel Fairbanks-Morse 38D8-⅛ 10-xy lanh chuyển động đối xứng, dẫn động máy phát điện để cung cấp điện năng cho hai động cơ điện, đạt được công suất 5.400 shp (4.000 kW) cho phép di chuyển với tốc độ tối đa 20,25 hải lý trên giờ (37,50 km/h) khi nổi. Khi hoạt động ngầm dưới nước, chúng được cung cấp điện từ hai dàn ắc-quy Sargo 126-cell để vận hành hai động cơ điện General Electric lõi kép tốc độ chậm, có công suất 2.740 shp (2.040 kW) và đạt tốc độ tối đa 8,75 kn (16,21 km/h). Tầm xa hoạt động là 16.000 hải lý (30.000 km) khi đi trên mặt nước ở tốc độ 10 kn (19 km/h) và có thể hoạt động kéo dài đến 75 ngày; tuy nhiên khả năng hoạt động ngầm bị giới hạn bởi dung lượng điện ắc-quy, sẽ cạn trong 48 giờ khi di chuyển với tốc độ 2 kn (3,7 km/h). Chiếc tàu ngầm mang theo tiếp liệu đủ cho mười sĩ quan và 71 thủy thủ trong 75 ngày.
Lớp Tench được trang bị mười ống phóng ngư lôi 21 in (530 mm), gồm sáu ống trước mũi và bốn ống phía đuôi tàu, và mang theo tổng cộng 28 quả ngư lôi. Vũ khí trên boong tàu gồm một hải pháo 5 inch/25 caliber, một khẩu pháo phòng không Bofors 40 mm nòng đơn và một khẩu đội Oerlikon 20 mm nòng đôi, kèm theo hai súng máy .50 caliber.

### Chế tạo
Argonaut được đặt lườn tại Xưởng hải quân Portsmouth ở  Kittery, Maine vào ngày 28 tháng 6, 1944. Nó được hạ thủy vào ngày 1 tháng 10, 1944, được đỡ đầu bởi bà Allan R. McCann, và được cho nhập biên chế cùng Hải quân Hoa Kỳ vào ngày 15 tháng 1, 1945 dưới quyền chỉ huy của Hạm trưởng, Thiếu tá Hải quân John S. Schmidt.

## Lịch sử hoạt động

### Thế Chiến II

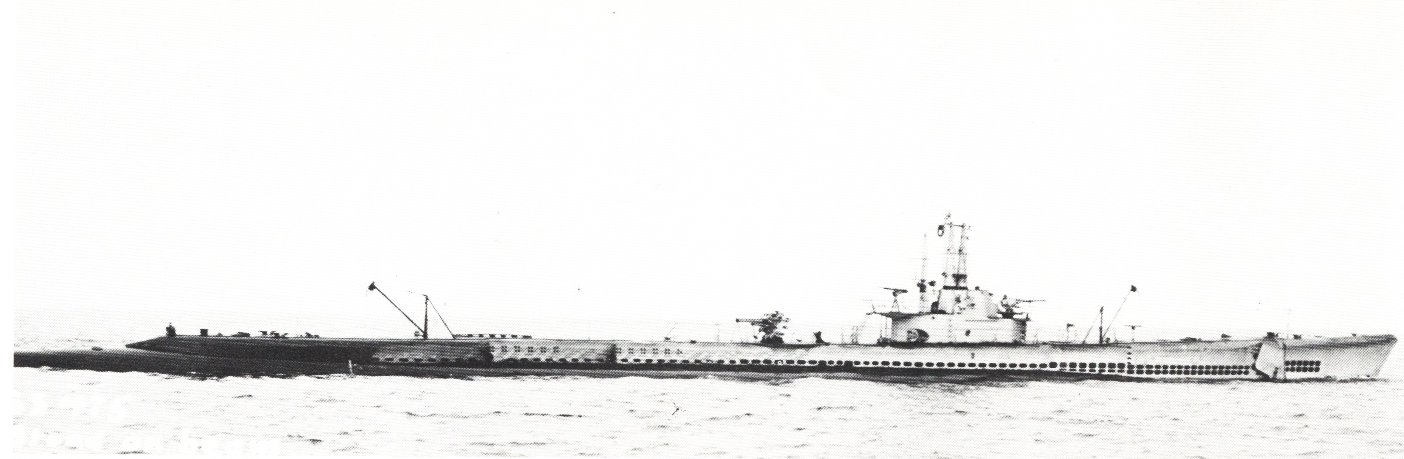
USS Argonaut trong cấu hình ban đầu, trong giai đoạn huấn luyện tại vùng kênh đào Panama, tháng 5 năm 1945.

Argonaut tiến hành chạy thử máy và huấn luyện tại khu vực Portsmouth và vịnh Narragansett, rồi quay trở lại Xưởng hải quân Portsmouth vào ngày 27 tháng 3, 1945 để sửa chữa sau chạy thử máy, và lên đường vào ngày 14 tháng 4 để đi sang Key West, Florida. Tại đây chiếc tàu ngầm hoạt động thử nghiệm và huấn luyện cùng Trường Sonar Hạm đội, rồi xuất phát vào ngày 13 tháng 5 để đi sang khu vực Thái Bình Dương ngang qua kênh đào Panama, đi đến Trân Châu Cảng vào ngày 28 tháng 6. Tại đây chiếc tàu ngầm trải qua hai tuần lễ sửa chữa và huấn luyện trước khi bắt đầu chuyến tuần tra duy nhất trong chiến tranh từ ngày 28 tháng 6.
Sau chặng dừng tại Saipan vào ngày 10 tháng 7 để tiếp thêm nhiên liệu, Argonaut đi sang khu vực tuần tra được chỉ định tại eo biển Đài Loan, biển Hoa Đông và Hoàng Hải để truy lùng tàu bè đối phương. Vào ngày 16 tháng 7, chiếc tàu ngầm phát hiện một phi công bị bắn rơi, nên đã giải cứu và sau đó chuyển anh ta sang tàu ngầm chị em Quillback. Tàu đối phương duy nhất bị tiêu diệt là một thuyền buồm khoảng 25 tấn mà nó bắt gặp vào ngày 12 tháng 8, và đã đánh chìm bằng hỏa lực 40-mm và 20-mm. Nó kết thúc chuyến tuần tra tại Guam vào ngày 21 tháng 8, sáu ngày sau khi cuộc xung đột chấm dứt do phía Nhật Bản chấp nhận đầu hàng.

### 1946 - 1968
Rời Guam vào ngày 1 tháng 9, Argonaut lên đường cho hành trình quay trở về Hoa Kỳ, đi ngang qua Trân Châu Cảng và kênh đào Panama trước khi về đến Căn cứ Hải quân Tiền phương tại Tompkinsville, New York vào ngày 4 tháng 10. Chiếc tàu ngầm tiếp tục đi đến Xưởng hải quân Portsmouth để được đại tu, và đến đầu năm 1946 được điều về Hạm đội Đại Tây Dương, đặt căn cứ tại Panama. Trên đường đi sang Panama, dọc bờ Đông giữa thành phố New York và Philadelphia, Pennsylvania, nó gặp tai nạn va chạm với tàu tuần dương hạng nhẹ Honolulu (CL-48) trong hoàn cảnh sương mù dày đặc. Honolulu chỉ bị hư hại nhẹ trong khi Argonaut chịu đựng một đoạn 40 ft (12 m) phía mũi tàu bị uốn cong về phía sau. Công việc sửa chữa chiếc tàu ngầm tại New London, Connecticut kéo dài trong nhiều tháng. Đến cuối năm 1946, nó được điều về Hải đội Tàu ngầm 2 đặt căn cứ tại New London, Connecticut.
Vào tháng 7, 1952, Argonaut trải qua đợt nâng cấp tại Xưởng hải quân Philadelphia trong khuôn khổ Chương trình Ống hơi Hạm đội, khi con tàu được trang bị ống hơi cùng một cấu trúc thượng tầng suôn thẳng hơn, nhờ đó cải hiện được tốc độ và tầm xa hoạt động khi đi ngầm dưới nước. Argonaut là một trong số ít tàu ngầm Ống hơi Hạm đội giữ lại khẩu pháo 5-inch trên boong tàu, cho khi được tháo dỡ vào năm 1957. Nó tiếp tục hoạt động từ Căn cứ Tàu ngầm New London cho đến tháng 7, 1955, khi được điều sang Hải đội Tàu ngầm 6 đặt căn cứ tại Norfolk, Virginia. Chiếc tàu ngầm tiếp tục được cải biến thành tàu ngầm mang tên lửa hành trình Regulus I.
Argonaut chuyển cảng nhà đến San Juan, Puerto Rico vào năm 1958, và nó ở lại đây trong một năm, chủ yếu tham gia hoạt động thử nghiệm tên lửa trong vai trò tàu ngầm dẫn đường tên lửa hành trình. Nó quay trở về Norfolk, Virginia vào năm 1959, rồi trong đợt đại tu vào đầu năm 1960, những thiết bị hỗ trợ tên lửa được tháo dỡ. Sau khi hoàn tất, nó tiếp tục hoạt động trong vai trò hỗ trợ huấn luyện chống tàu ngầm ngoài khơi Norfolk.
Từ ngày 15 tháng 10, 1962, Argonaut tham gia chiến dịch cô lập Cuba sau khi xảy ra vụ Khủng hoảng tên lửa Cuba. Sau đó nó trải qua đợt đại tu tại Xưởng hải quân Norfolk, và sau khi hoàn tất vào ngày 13 tháng 5, 1963, nó lên đường đi cho một lượt huấn luyện ôn tập. Sau khi tiếp tục huấn luyện tại khu vực Virginia Capes, con tàu khởi hành vào ngày 19 tháng 8 cho một chuyến đi sang khu vực Địa Trung Hải để phục vụ cùng Đệ Lục hạm đội. Trong lượt phục vụ này con tàu đã viếng thăm Gibraltar; vịnh Suda Crete; Rhodes, Hy Lạp; İzmir, Thổ Nhĩ Kỳ; Toulon và Marseilles, Pháp; cùng Sanremo và Naples, Ý. Nó quay trở về cảng nhà vào ngày 15 tháng 12, 1963.
Argonaut tiếp tục các hoạt động thường lệ dọc theo vùng bờ Đông Hoa Kỳ, xen kẻ với các đợt được biệt phái sang phục vụ tại vùng biển Địa Trung Hải. Nó được đại tu tại Xưởng hải quân Norfolk từ ngày 1 tháng 12, 1965, rồi rời xưởng tàu vào ngày 10 tháng 6, 1966 để chạy thử máy trước khi đi đến New London cho một lượt huấn luyện ôn tập. Chiếc tàu ngầm tiếp tục phục vụ cùng Trường Tàu ngầm Hạm đội New London cho đến hết năm 1966.
Argonaut di chuyển đến Norfolk vào đầu năm 1967, rồi rời khu vực Virginia Capes vào ngày 9 tháng 1 để đi sang San Juan, Puerto Rico, nơi nó tham gia cuộc tập trận "Springboard" trong phần còn lại của tháng 1 và phần lớn tháng 2. Nó rời vùng biển Caribe vào ngày 23 tháng 2 để quay trở về Norfolk, đến nơi năm ngày sau đó. Chiếc tàu ngầm khởi hành vào ngày 26 tháng 5 cho một chuyến đi sang vùng biển Bắc Đại Tây Dương và Địa Trung Hải, thoạt tiên ghé đến Trondheim, Na Uy. Nó còn tiếp tục viếng thăm các cảng Cuxhaven, Đức; Leith, Scotland; Rota, Tây Ban Nha; Naples, Ý; và Valletta, Malta, trước khi quay trở về cảng nhà vào ngày 20 tháng 9, và tiếp tục các hoạt động thường lệ tại chỗ.
Đi đến New London vào ngày 6 tháng 2, 1968, Argonaut đi vào ụ tàu tại đây từ ngày 9 đến ngày 26 tháng 2 để bảo trì, rồi quay trở lại Norfolk vào ngày 27 tháng 2. Nó thực hiện chuyến tuần tra tại khu vực Jacksonville, Florida  vào giữa tháng 3, rồi đi đến Port Everglades, Florida vào ngày 22 tháng 3. Ba ngày sau đó, nó lên đường quay trở về cảng nhà, về đến Norfolk vào ngày 29 tháng 3. Chiếc tàu ngầm lại có chuyến đi đến Port Everglades trong tháng 10, và sau khi quay trở về Norfolk đã bắt đầu chuẩn bị để ngừng hoạt động. Argonaut được cho xuất biên chế đồng thời rút tên khỏi danh sách Đăng bạ Hải quân vào ngày 2 tháng 12, 1968.

### HMCSRainbow(SS 75)
Trong năm 1968, Argonaut được chính phủ Hoa Kỳ rao bán, và một khách hàng tiềm năng là Canada có thời hạn năm tuần để quyết định việc mua bán. Argonaut có tính năng tương tự như chiếc HMCS Grilse (SS 71), nguyên là chiếc USS Burrfish vốn đang được Hoa Kỳ cho mượn, nhưng được nâng cấp đáng kể. Việc mua Argonaut được phê duyệt sau khi Hải quân Canada cho rằng Grilse không còn phù hợp để tiếp tục phục vụ, và Canada cần có một tàu ngầm thay thế cho nhiệm vụ huấn luyện. Canada mua lại lườn chiếc tàu ngầm với giá trị 153.000 Đô la Mỹ, và phải chi phí thêm 2,5 triệu Đô la Canada để hiện đại hóa con tàu. Argonaut xuất phát từ Norfolk, Virginia vào tháng 11, 1968 để đi sang Canada. Tuy nhiên tình trạng vật chất của con tàu rất kém, chỉ với một trong số bốn động cơ diesel hoạt động, máy phát điện hỏng, và con tàu bị rò rỉ.
Chiếc tàu ngầm nhập biên chế cùng Hải quân Hoàng gia Canada như lả chiếc HMCS Rainbow (SS 75) vào ngày 2 tháng 12, 1968, và lên đường hướng sang Căn cứ Hải quân Esquimalt, British Columbia bên bờ Thái Bình Dương của Canada, chỉ với hai động cơ hoạt động. Trên đường đi nó hai lần gặp tai nạn hỏa hoạn nhưng dập tắt được. Khi đi đến Esquimalt, con tàu bị từ chối cho cặp cảng do nợ thuế và phí hải quan, cho đến khi chính phủ Canada đồng ý thanh toán 12.000 Đô la Canada thuế và phí. Rainbow được tái trang bị tại xưởng tàu Esquimalt, và công việc hiện đại hóa kéo dài trong tám tháng. Sau khi hoàn tất nó thay phiên cho Grilse trong vai trò huấn luyện chống tàu ngầm tại vùng bờ Tây Canada.
Do tình trạng ngân sách quốc phòng bị bắt cắt giảm và nhu cầu cần được tái trang bị, Rainbow được cho xuất biên chế vào ngày 31 tháng 12, 1974. Hải quân Hoàng gia Canada vẫn giữ lại con tàu trong thành phần dự bị cho đến năm 1976, với hy vọng sẽ có kinh phí nhằm đưa nó trở lại phục vụ. Tuy nhiên con tàu được hoàn trả cho Hoa Kỳ vào năm 1976, và bị tháo dỡ tại Portland, Oregon vào năm 1977.

## Phần thưởng
Argonault được tặng thưởng một Ngôi sao Chiến trận do thành tích phục vụ trong Thế Chiến II.
|  |  | Bronze star |
|  |  |             |

| Dãi băng Hoạt động Tác chiến         | Huân chương Chiến dịch Hoa Kỳ           | Huân chương Chiến dịch Châu Á-Thái Bình Dương với 1 Ngôi sao Chiến trận |
| Huân chương Chiến thắng Thế Chiến II | Huân chương Phục vụ Chiếm đóng Hải quân | Huân chương Phục vụ Phòng vệ Quốc gia                                   |